# デトロイト・メタル・シティ
『デトロイト・メタル・シティ』 (Detroit Metal City) は、若杉公徳による日本のギャグ漫画。またはそれを原作とした日本映画・アニメなどの作品。白泉社『ヤングアニマル』において2005年から2010年まで連載された。話数カウントは「TRACK-」。番外編は「BONUS TRACK」と表記される。2008年にはOVA / 実写映画化されている。

## 概要
デスメタルバンドのフロントマンを嫌々演じる青年の苦悩と、その2つの顔のギャップがもたらす笑いを主軸とするギャグ漫画。
キッスや聖飢魔IIを彷彿とさせる「白塗り」「悪魔を自称」といった、ハードロック/ヘヴィメタルに対して日本の一般大衆が抱くステレオタイプなイメージを最大限に利用し、このキャラクター像と一般社会とのギャップを強調することで笑いを生み出し、人気を博した。
しかし、性的な表現を絶叫するなど従来からのヘヴィメタルへの誤解をさらに助長させるような描写が多く含まれており、『BURRN!』読者などの本格的なメタル支持者らは、この漫画に対して否定的であった。
作者である若杉は、いわゆるハードロック/ヘヴィメタルはあまり聴かず、詳しくもない。『フラッシュEX』でのインタビューでも「自分がデスメタル愛好家なら、このようなギャグマンガとして取り上げはしなかっただろう」という旨のコメントをしている。
「このマンガがすごい!2007」（宝島社）オトコ編1位。「このマンガを読め!2007」（フリースタイル）1位。2022年1月時点で累計発行部数は600万部を突破している。

## あらすじ
地獄から来た悪魔と称されるインディーズ・メタルバンド「デトロイト・メタル・シティ（DMC）」のフロントマン「ヨハネ・クラウザーII世」。その実態はオシャレなポップ・ミュージックを愛する平凡で弱気な音楽青年・根岸崇一である。
自分のやりたい音楽では誰からも認められない根岸だが、クラウザーとしてステージに立つと秘められたメタルの才能を発揮し、必ず信者（ファン）たちを熱狂させる。東京タワーでの突発ゲリラライブや映画出演、果ては警察官への暴行（実際は事故）といった「伝説」を重ね、さらに自称ニューヨーク帰りのラッパー「鬼刃」、パンク・ロックバンド「金玉ガールズ」、ブラックメタルの帝王ジャック・イル・ダークといった他アーティストとの対決までもことごとく制し、クラウザーはよくも悪くもインディーズ界の注目を集める存在となってゆく。

## 書誌情報
- 若杉公徳 『デトロイト・メタル・シティ』 白泉社〈JETS COMICS〉、全10巻
  1. 2006年6月5日発行、ISBN 4-592-14351-5
  2. 2006年10月27日発行、ISBN 4-592-14352-3
  3. 2007年4月27日発行、ISBN 978-4-592-14353-6
  4. 2007年11月29日発行、ISBN 978-4-592-14354-3
  5. 2008年3月28日発行、ISBN 978-4-592-14355-0
  6. 2008年8月8日発行、ISBN 978-4-592-14356-7
  7. 2009年2月13日発行、ISBN 978-4-592-14357-4
  8. 2009年10月5日発行、ISBN 978-4-592-14358-1
  9. 2010年3月29日発行、ISBN 978-4592-14359-8
  10. 2010年7月29日発行、ISBN 978-4-592-14360-4

### 関連書籍
- 若杉公徳 『デトロイト・メタル・シティ ザ・ファンブック 魔典』2008年8月8日発行、ISBN 978-4-592-14294-2

## 派生作品
『ヤングアニマル』以外での登場（他作品上のパロディ含む）を記述する。
デトロイト・モエ・シティ
『ヤングアニマルあいらんど』第5号に掲載された番外編。DMC信者を父に持つ幼女と他DMC信者たちの触れ合いを描いた短編。単行本2巻巻末に収録。
タワーレコード限定漫画
渋谷タワーレコードのイベントで公開された漫画。クラウザーが「No 人糞ティー No Life タワーレコード」という名言を残す。
『週刊少年チャンピオン』（秋田書店）水島新司漫画家生活50周年記念号
クラウザーII世が山田太郎に対し「本物の魔球」を水島へのお祝いとして投げる一コマ。当然あくまで参加者の一人としてであるが、他社少年誌への登場は今回が初で、ルビは振ってあるものの字体は原作を元にしていた。
『キン肉マンII世 究極の超人タッグ編』9巻帯
クラウザーII世のイラストと共に、「額には『殺』もよいが『肉』もよい!」というコメントを寄せている。

## アニメ
STUDIO4℃が制作したOVA。2008年8月8日にDVD発売。全12話、24エピソード構成。PG-12指定。ナレーションは保村真。
翌2009年2月6日から3月14日まで、WOWOWにて毎週2本ずつ放送された。さらに2010年には関西テレビが1月12日から同年2月2日まで「笑撃エピソード集」として8話分の傑作選を放送したほか、アニマックス（CS放送）が2月9日から全12話を放送した。

### スタッフ
- 監督 - 長濱博史[2]
- 総作画監督 - 島村秀一[2]
- 美術監督 - 小林七郎[2]
- 音響監督 - たなかかずや[2]
- 色彩設計 - 佐藤優
- CGI監督 - 高瀬裕介、大山佳久
- 編集 - 武宮むつみ
- 効果 - 奥田維城
- 音楽プロデューサー - 北原京子
- 音楽 - 山本はるきち
- アニメーション制作 - STUDIO4℃[2]
- 製作 - 藤原正道、永井秀男、北川直樹、田中栄子
- プロデューサー - 高橋敦司、古澤佳寛、畑田里香
- 企画協力 - ヤングアニマル編集部、島田明、永島隆行

### サブタイトル
1. PV／SICK MURDERER
2. REAL LEGEND／SATAN
3. PIG／DRUG
4. FRUSTRATION／GOOD SONG
5. MASOCHIST／FAMILY
6. PUNK.1／PUNK.2
7. TOWER／CONFESSION
8. PROMISE／ALTERNATION
9. CINEMA.1／CINEMA.2
10. FAKE／DETROIT・MOE・CITY
11. HIP HOP.1／HIP HOP.2
12. EMPEROR.1／EMPEROR.2

## 映画
2008年8月23日より、実写映画が全国東宝系にて公開された。
キャッチコピーは、「僕がしたかったのは…こんなバンドじゃない!!」。
2010年1月23日に『土曜プレミアム』（フジテレビ系）で放送された際、一部のセリフに動物の鳴き声や効果音などをかぶせたり、字幕を「×××」と伏字にするなどの自主規制が施された。ただし、伏せられた単語の中にはある場面においては伏せられていないものがある。
興行成績は公開2日で観客動員24万7000人、興行収入3億5000万円。公開3週目で観客動員100万人を突破した。公開4週目には興行収入20億円を突破している。最終23.4億円。
映画館大賞「映画館スタッフが選ぶ、2008年に最もスクリーンで輝いた映画」では第57位。

### キャスト
- 根岸崇一 / ヨハネ・クラウザーII世：松山ケンイチ
- 相川由利：加藤ローサ
- 西田照道 / カミュ：秋山竜次
- 和田真幸 / アレキサンダー・ジャギ：細田よしひこ
- DMC信者A：大倉孝二
- DMC信者B：岡田義徳
- アサトヒデタカ：鈴木一真
- 佐治秀紀：高橋一生
- ニナ：美波
- メルシー（声）：柊瑠美
- MC鬼刃 / 木林進：大地洋輔
- DJライカ：大谷ノブ彦
- ジャック・イル・ダーク：ジーン・シモンズ（KISS）
- 根岸俊彦：加藤諒
- 根岸朋子：池澤あやか
- 根岸一則：菅原大吉
- 根岸啓子：宮崎美子
- デスレコーズ社長：松雪泰子

### スタッフ（映画）
- 監督：李闘士男
- 脚本：大森美香
- プロデューサー：樋口優香
- ラインプロデューサー：鈴木嘉弘
- エグゼクティブプロデューサー：市村南、塚田泰浩、山内章弘
- 撮影：中山光一
- 照明：武藤要一
- 美術：安宅紀史
- 録音：郡弘道
- 音響効果：齋藤昌利
- 編集：田口拓也
- 音楽：服部隆之
- 助監督：兼重淳
- 企画：川村元気（東宝）
- 製作担当：山本礼二
- 製作：『デトロイト・メタル・シティ』製作委員会（東宝、ホリプロ、白泉社、ソニー・ミュージックエンタテインメント、電通、ディーライツ、パルコ、スターダストピクチャーズ、TOKYO FM、Yahoo! JAPAN、日本出版販売、TSUTAYAグループ）
- 制作プロダクション：東宝映像製作部
- 配給：東宝

主題歌
- デトロイト・メタル・シティ「SATSUGAI」
- 根岸崇一 SONG BY カジヒデキ「甘い恋人」

### 受賞
- 第9回ニッポン・コネクション ニッポン・シネマ賞

## DMCディスコグラフィー
基本的に全曲根岸が作詞・作曲。OVA / 実写映画の公開に合わせて作曲・音源化されたものが公式にCD化され、発売された（詳細は後述）。なお、『魔界遊戯』収録曲の完全な歌詞はファンブック『魔典』にて参照可能。

### アルバム『魔界遊戯』収録曲
SATSUGAI
DMCのファーストシングルにして代表曲。この曲の歌詞がクラウザーのキャラクターを決定づけ、以降全ての伝説の元となる。原曲は根岸が通っていた小学校の校歌らしく、激しく演奏するとそのまま『SATSUGAI』のメロディになる。
アルバム『魔界遊戯』では2曲目に収録。2ndシングルの3曲目にも収録されている他、ゲリラライブで披露した通常より短い「早殺しバージョン」もある。また、「昨日は母さん犯したぜ 明日は父さん掘ってやる」という冒頭の歌詞の「母さん」「父さん」部分をその時々の状況に応じて変えることがある。
恨みはらさでおくべきか
誤解から痴漢と間違えられた根岸が、駅員に訴えた女性への怒りと恨みを込めて作った曲。アルバム『魔界遊戯』では8曲目に収録。
根岸が貸したゲーム『ぼくのなつやすみ』を西田（カミュ）がなかなか返さなかった時、怒った根岸はライブ中にもかかわらず歌詞を「ドラムの罪は俺が罰する 俺はDMCの覇者 カミュの尻を八つ裂きじゃー」と変えて歌い、さらに演奏中のカミュにマントを被せ、カミュも演奏を中止しドラムスティックで根岸（クラウザー）の後頭部を突き刺して反撃、という一触即発状態を引き起こした。この後、ジャギ（和田）が間に入って2人を仲裁し事なきを得る。
実写映画版では、痴漢冤罪の恨みではなく、部屋を台無しにした上、部屋を訪ねた相川に誤解を招いたデスレコーズ社長 や、根岸オリジナルのポップソングを「お遊戯的な事なら外でやってくんない?」と否定したデザイナー・アサトヒデタカへの恨みを込めて作った曲となっており、実写映画版のみシングル化された。
グロテスク
2ndマキシシングル。作中で演奏された回数が最も多い曲。アルバム『魔界遊戯』では7曲目に収録。「グロテスク流血噴射 グロテスク精神破壊」というサビの歌詞をその時々の状況に応じて変えることがある。
帯の文句は「オレは音楽に感謝している。ミュージシャンにならなければ猟奇的殺人者になっていたから…」。
魔王
2ndシングル『グロテスク』のカップリング曲。アルバム『魔界遊戯』では10曲目に収録。
根岸が電車内で痴漢と間違われた際、たまたまこの曲の歌詞をノートに書いていたため、さらに疑われることになってしまった。実は、根岸が大学卒業前に相川に聞かせた「世界平和を歌った曲」と歌詞が対になっている。
- 元歌：「お年寄りにはゆりかごを 子供達には大きな夢を 美しい世界見えてきた」
- 魔王：「ジジイババアは抹殺し ガキ共を奴隷とせよ おぞましい世界今ここに」

あの娘をレイプ
1秒間に10回「レイプ」と発言するパフォーマンスを含んだ曲。この「1秒間に10回レイプ発言」はクラウザーの代名詞の一つであり、クラウザー（根岸）が本人確認として行う場面が何度か存在する。
アルバム『魔界遊戯』では4曲目に収録。手術前で不安を抱えた信者を勇気づけるために、「1秒間に11回レイプ発言バージョン」として録音された。
メス豚交響曲
DMCが初めて大きな会場でライブを行った際に披露した新曲で、究極の女性蔑視が込められている。「下半身さえあればいい」とサビで繰り返す。たまたまファッション誌『アモーレ・アムール』の取材でそのライブに来ていた相川は、この曲を聞いたのに加え、クラウザーから「豚の黒パンツの刑（スカートめくり）」をされた せいで「豚」という言葉に強いトラウマを抱えてしまう。アルバム『魔界遊戯』では11曲目に収録。
デスペニス
アルバム『魔界遊戯』用の新曲で、アルバムには5曲目に収録。男性器が暴走する様を歌った曲で、特に女性ファンはクラウザーがこの曲で描かれているような性器を持つと信じている。根岸と弟・俊彦の確執に絡み、新語「公然猥褻カット」を生んだ。
また仙台までライブ遠征をした際に、根岸のホテルの部屋に忍び込んだグルーピーたちがシャワーを浴びている根岸の影をカーテン越しに目撃し、本物の巨大なデスペニスを見たと思い込んでしまう。
悪い恋人
前述のアサトに罵倒された事件で自棄を起こした根岸が、学生時代に書いたポップソング『甘い恋人』を酩酊状態で改変して作った曲。社長が「ビチョ濡れの名曲（ラブソング）」と評した。アルバム『魔界遊戯』のラストナンバー。
- 甘い恋人：「朝目が覚めるとキミがいて、チーズタルト焼いてたさ」「さあ出かけよう、オシャレして町にさ」
- 悪い恋人：「朝目覚めるとキミがいて、俺の両親焼いてたさ」「さあ出かけよう、オシャレども殺りにさ」

スラッシュキラー
アルバム『魔界遊戯』用の新曲で、アルバムには6曲目に収録。『魔界遊戯』インストアイベントでは生歌で披露された。
マッドモンスター
何でも食らう怪物を歌った曲で、デズムとの対決では糞便まで食らう悪食ぶりを披露。アルバム『魔界遊戯』では3曲目に収録。
ヘルズ・コロシアム
アルバム『魔界遊戯』のオープニングナンバー。バー「サンズ・オブ・サタン」でクラウザーが店主にCDをかけさせた時に流れた。「我思う、ゆえに我あり」をもじった歌詞が特徴。
デスヴァギナ
アルバム『魔界遊戯』の9曲目に収録。『デスペニス』との関連性は無い。作中では仙台ライブで演奏された。
アルバム『魔界遊戯』の曲順は以下の通り。
1. ヘルズ・コロシアム
2. SATSUGAI
3. マッドモンスター
4. あの娘をレイプ 11rps（1秒間に11回レイプ発言バージョン）
5. デスペニス
6. スラッシュキラー
7. グロテスク
8. 恨みはらさでおくべきか
9. デスヴァギナ
10. 魔王
11. メス豚交響曲
12. 悪い恋人

### その他楽曲
墓場
根岸の妹・朋子の結婚披露宴において披露された新曲。クラウザー曰く「魔界の定番ウェディングソング」。曲名の由来は「結婚は人生の墓場である」というボードレールの発言より。
歌詞：「墓標へのバージンロード 泣きわめく両親 死のリングはめた我が子への愛」「後悔後悔」など。
淫獣伝
カメラマン・久瀬アイセットの取材に相川が同行したことにショックを受け作詞した曲。3日間ファミレスで作詞を続けた結果、凄まじい枚数の紙に歌詞がしたためられた。非常に長い曲だが根岸は歌い上げ、社長も「濡れるべき記憶力」と賞賛。後にDMCの3rdシングルとして発売されるが、収録時間はシングルとしては前代未聞の42分19秒もの長さとなった。
歌詞：「貴様貴様貴様復讐」「乳（パイ）=3.141592…（以下、円周率の値を延々と歌い続ける）」など。
病（やまい）
DMCメンバー全員で社長を慰安旅行に招待した際、和田は感謝の手紙、西田は大人の玩具のプレゼント、そして根岸は北原元気を呼んで女性としての幸せを掴んでもらおうとしたが、全て気に入られず、社長がキレる寸前の状態に陥ってしまう。それを回避するため、北原が社長をストーキングしてきたという状況を即興で作り上げ、彼を豚代わりにその場で生み出した曲。
結果としてこの即興ライブが一番の贈り物となり、後日正式に新曲としてライブでも披露されるようになった。
歌詞：「むしばんでゆく貴様の元気 名医をも殺る病原菌はオレ」「投与投与 薬を投与」など。
名称不明の曲1
ケニー・イル・ダークがクラウザーを試すため、3人組の暴走族をけしかけた際、相手を一瞬で虜にした「開始せよ 世界大戦」という歌い出しの即興曲。
名称不明の曲2
闇の一大ロック・フェス「サタニック・エンペラー」 決勝戦の最後に演奏され、対戦相手のヘルヴェタに引導を渡した曲。数多くの卑猥な単語をひたすら叫び続けるというだけのものだが、そのパフォーマンスはその場にいた者全ての心を深く抉り、DMC信者・俊彦・デスレコーズ社長からはそれぞれ「下ネタの向こう側」「卑猥の雨」「音楽が世界を壊しよん」「音楽は人を殺れる!!」と絶賛された。
化け物霊長類
臨死体験をさせられた結果生まれた曲。「メタルズビッグバン」という企画でデズム、カニバリズムアニマル、元気BANDの新曲と同日発売されたが、インディーズチャートでは突如出現したデスメタルバンド・ゴッドのシングルに敗れ、カニバリズムアニマル『FUCK島』と同率の2位タイに終わる。

### ライブタイトル
公開処刑（こうかいしょけい）
副題は「お前をあの世でまた殺す」。某年5月29日（月）18:30に行われた。
大量虐殺（たいりょうぎゃくさつ）
副題は「なぜ殺す? そこに人がいるから」。某年10月27日（金）18:30に行われた。
脳内爆撃（のうないばくげき）
副題は「〜音楽安全神話崩壊〜」。某年4月27日（金）18:30に行われた。

## ゲーム
三国志大戦
セガのアーケードゲーム。
2020年9月30日より、本作のクラウザーをモデルにした袁術（声 - 鳥海浩輔）が登場している。

## その他
- 浪曼堂 より立体化（ソフビXシリーズ）が行われた。
- 海洋堂のアクションフィギュア「リボルテック」でDMCメンバー全員が発売された。
- 芸能界でファンを公言している人物に、長澤まさみ（『メントレG』2007年5月27日放送分にて紹介）、オセロ・松嶋尚美（テレビ大阪の『きらきらアフロ』公式サイト内にある「ファッションチェック」コーナーの音声メッセージで紹介している）、木村カエラ、B'z、庄司智春、矢井田瞳、有坂来瞳、石垣佑磨、平山あや、青島あきな、矢口真里、大浦龍宇一などがいる。長澤まさみに至っては、そのことが縁となりOVA版にて相川由利役として声優を務めることとなった。
- レスリングの伊調馨もファンを公言しており、「許されるなら額に『殺』のタトゥーを入れてリングに立ちたい」とコメントしている。
- OVA / 実写映画化記念として「鋼鉄結社DMC」というファンクラブが作られた。名誉会員には、ヒダカトオル（BEAT CRUSADERS）やTommy february6がいる。
- 2008年3月28日にトリビュートアルバム『デトロイト・メタル・シティ トリビュートアルバム〜生贄メタルMIX〜』が発売された。内容は参加アーティストの楽曲をメタル風にアレンジしたもの。
- 2008年9月18日稼動のアーケードカードゲーム『三国志大戦3 〜蒼天の龍脈〜』にてクラウザーが漢軍の袁術として出演した。
- 『潮風放送局〜みなとSTATIONらじお〜君が主で執事が俺で編〜』第18回にて本来、『君が主で執事が俺で』のキャラクターソングが流れるところを伊藤静がDMCのアルバム曲を紹介し、流したが紹介したところでカットされてしまった。その後も同回では伊藤と後藤邑子がDMCの話題で盛り上がっていたが、度々規制音が入っている。
- ディースリー・パブリッシャーからゲームソフト『デトロイト・メタル・シティDS 〜デス・シャウト〜』の発売が予定されていたが、発売中止となった。
- 『ストリートファイター オンライン マウスジェネレーション』で2009年2月よりクラウザーが参戦した。